# Dai (folk)
 For alternative betydninger, se Dai. (Se også artikler, som begynder med Dai)
Dai 傣族; pinyin: Dǎizú) er et af de 55 offentlig anerkendte minoritetsfolk i Folkerepublikken Kina. Som med en del andre af de kinesiske minoritetsfolk , er dai en paraplybetegnelse for en række folk af thailandsk oprindelse. De fleste lever i provinsen Yunnan. Religiøst er daifolk er hovedsagelig tilhængere af Theravada-Buddhisme.
Der var ved folketællingen i 2000 1.159.231 daifolk i Kina, og der lever omkring 134.100 i Laos og 145.200 i Thailand.
Det eksisterer fire skriftsystemer blandt daierne, og de har også deres egen kalender for fastlæggelse af festdage.